# Птаковиці (Опольське воєводство)
Птаковиці (пол. Ptakowice) — село в Польщі, у гміні Левін-Бжеський Бжезького повіту Опольського воєводства.
Населення — 297 осіб (2011).
У 1975-1998 роках село належало до Опольського воєводства.

## Демографія
Демографічна структура станом на 31 березня 2011 року:
|          | Загалом | Допрацездатний вік | Працездатний вік | Постпрацездатний вік |
| -------- | ------- | ------------------ | ---------------- | -------------------- |
| Чоловіки | 156     | 34                 | 107              | 15                   |
| Жінки    | 141     | 28                 | 81               | 32                   |
| Разом    | 297     | 62                 | 188              | 47                   |